# The Water Man
The Water Man è un film del 2020 diretto ed interpretato da David Oyelowo, al suo debutto da regista.

## Trama
Il giovanissimo Gunner Boone è un afroamericano molto legato a sua madre, malata di leucemia. Jo, ragazza più grande di lui, dallo stile gotico e un passato da tossicodipendente, è lontana anni luce dall'ambiente familiare di Gunner. Entrambi partono alla ricerca di Water Man, l'uomo che, secondo le ricerche di Gunner in una libreria fantasy, possiede il segreto della vita eterna. Dovranno affrontare molti ostacoli per salvare sua madre dall'infausto destino.

## Produzione
Il film è stato girato in Oregon.

## Promozione
Il primo trailer del film è stato diffuso il 15 aprile 2021, insieme al primo poster.

## Distribuzione
Il film è stato presentato al Toronto International Film Festival il 13 settembre 2020 e distribuito nelle sale cinematografiche statunitensi a partire dal 7 maggio 2021. In Italia è stato distribuito su Netflix dal 9 luglio 2020.